# IC 1518
IC 1518 је елиптична галаксија у сазвјежђу Пегаз која се налази на листи објеката дубоког неба у Индекс каталогу.
Деклинација објекта је + 12° 27' 56" а ректасцензија 23h 57m 6,0s. Привидна величина (магнитуда) објекта IC 1518 износи 14,6 а фотографска магнитуда 15,6. IC 1518 је још познат и под ознакама CGCG 433-5, NPM1G +12.0616, KCPG 599A, PGC 73010.